# Арраншахи Армении
Арраншахи (арм. Առանշահիկներ) или Ерраншахи (арм. Եռանշահիկներ) —местная  династия, правившая в Кавказской Албании. Она была первой правящей династией Кавказской Албании с неизвестной даты до конца VI века нашей эры. По мнению Мовсеса Хоренаци, династия Арраншахи была основана местным царем Араном[уточнить].

## История
Согласно исторической легенде, из книги История страны Алуанк, основателем этой династии считается Арран, который был правителем Кавказской Албании до нашей эры. Представители этого поколения правили этой страной до Вачагана I, пришедшего к власти в Кавказской Албании, в III веке н.э. Представители, имена которых упоминаются в исторических источниках, — Орои , Козис и Зобер.

## Легенда
О принце Арране и его первых преемниках почти никакой информации не существует. Согласно традиции, в начале VII века Михраниды пригласили на пир 60 мужчин Арраншахов и убили их всех, за исключением Зармира Араншахика, который женился на мигранидской принцессе. Таким образом, семья Михранидов стала князьями Гардмана и правящими князьями всей Кавказской Албании. Сахл Смбатян был потомком Зармира Араншахика. По словам Аракела Бабаханяна, Есаи абу Мусе также входил в династию Арраншахов.

## Список правителей
1. Принц Арран
2. Князь Арай
3. Принц Анушаван
4. Принц Парат
5. Принц Арбаг
6. Принц Заван
7. Князь Парнас
8. Принц Сур
9. Принц Хаванг
10. Князь Ваштах
11. Князь Амбах
12. Принц Арнах
13. Князь Шаварш
14. Принц Хорей
15. Принц Вастамкар
16. Принц Харах
17. Принц Хиран
18. Принц Анджак
19. Принц Далах
20. Принц Хорай II
21. Принц Зармер
22. Принц Борж
23. Принц Арбун
24. Принц Базак
25. Принц Хой
26. Принц Юсак
27. Князь Хайнах
28. Принц Скайорду
29. Принц Паруи
30. Князь Фарнаваз
31. Принц Паджудж
32. Принц Корнак
33. Принц Павус
34. Принц Эруанд
35. Князь Тигран